# 加利福尼亞州第六國會選區
加利福尼亞州第六國會選區（英語：California's 6th congressional district）在2011年重新劃分選區之後，包含薩克拉門托城和一部分郊區。該選區是由薩克拉門托縣和Yolo縣的一部分構成的。
2011年以前，該選區覆蓋加州太平洋岸、舊金山以北的地區，當中包括馬林縣的全部和索諾馬縣的一部。
自1974年起，本區的當選人皆為民主黨人。該區現任聯邦眾議員為民主黨籍的阿米·贝拉。

## 選區議員列表
| 代表 (駐地)                       | 政黨   | 國會                           | 年                                                                              | 選舉歷史 | 區域位置 |
| --------------------------------- | ------ | ------------------------------ | ------------------------------------------------------------------------------- | --- | --- |
| 選區成立於1885年3月4日            |        |                                |                                                                                 | | |
| 亨利·馬卡姆 (帕薩迪納)            | 共和黨 | 1885年3月4日 – 1887年3月3日    | 第49屆                                                                          | 1884年當選。 退休。 | 1885–1893 阿爾派恩縣、弗雷斯諾縣、因約縣、克恩縣、 洛杉磯縣、莫諾縣、蒙特利縣、聖貝尼託縣、 聖貝納迪諾縣、聖地牙哥縣、 聖路易斯-奧比斯保縣、聖塔芭芭拉縣、 圖萊里縣和文圖拉縣 |
| 威廉·范德弗 (聖布埃納文圖拉)      | 共和黨 | 1887年3月4日 – 1891年3月3日    | 第50屆 第51屆                                                                   | 1886年當選。 1888年當選連任。 退休。 | 1885–1893 阿爾派恩縣、弗雷斯諾縣、因約縣、克恩縣、 洛杉磯縣、莫諾縣、蒙特利縣、聖貝尼託縣、 聖貝納迪諾縣、聖地牙哥縣、 聖路易斯-奧比斯保縣、聖塔芭芭拉縣、 圖萊里縣和文圖拉縣 |
| 威廉·W·鮑爾斯 (聖地牙哥)          | 共和黨 | 1891年3月4日 – 1893年3月3日    | 第52屆                                                                          | 1890年當選。 重劃至第7國會選區。 | 1885–1893 阿爾派恩縣、弗雷斯諾縣、因約縣、克恩縣、 洛杉磯縣、莫諾縣、蒙特利縣、聖貝尼託縣、 聖貝納迪諾縣、聖地牙哥縣、 聖路易斯-奧比斯保縣、聖塔芭芭拉縣、 圖萊里縣和文圖拉縣 |
| 查爾斯·A·巴洛 (文圖拉)            | 人民黨 | 1893年3月4日 – 1895年3月3日    | 第53屆                                                                          | 1892年當選。 退休。 | 1893–1903 洛杉磯縣、莫諾縣、蒙特利縣、 聖路易斯-奧比斯保縣、聖塔芭芭拉縣、 聖克魯斯縣和文圖拉縣                                                                               |
| 詹姆斯·麥克拉克蘭 (帕薩迪納)      | 共和黨 | 1895年3月4日 – 1897年3月3日    | 第54屆                                                                          | 1894年當選。 競選連任失利。 | 1893–1903 洛杉磯縣、莫諾縣、蒙特利縣、 聖路易斯-奧比斯保縣、聖塔芭芭拉縣、 聖克魯斯縣和文圖拉縣                                                                               |
| 查爾斯·A·巴洛 (聖路易斯-奧比斯波) | 人民黨 | 1897年3月4日 – 1899年3月3日    | 第55屆                                                                          | 1896年當選。 競選連任失利。 | 1893–1903 洛杉磯縣、莫諾縣、蒙特利縣、 聖路易斯-奧比斯保縣、聖塔芭芭拉縣、 聖克魯斯縣和文圖拉縣                                                                               |
| 拉塞爾·J·沃特斯 (洛杉磯)          | 共和黨 | 1899年3月4日 – 1901年3月3日    | 第56屆                                                                          | 1898年當選。 退休。 | 1893–1903 洛杉磯縣、莫諾縣、蒙特利縣、 聖路易斯-奧比斯保縣、聖塔芭芭拉縣、 聖克魯斯縣和文圖拉縣                                                                               |
| 詹姆斯·麥克拉克蘭 (帕薩迪納)      | 共和黨 | 1901年3月4日 – 1903年3月3日    | 第57屆                                                                          | 1900年當選。 重劃至第7國會選區。 | 1893–1903 洛杉磯縣、莫諾縣、蒙特利縣、 聖路易斯-奧比斯保縣、聖塔芭芭拉縣、 聖克魯斯縣和文圖拉縣                                                                               |
| 詹姆斯·斯·尼德漢姆 (洛杉磯)       | 共和黨 | 1903年3月4日 – 1913年3月3日    | 第58屆 第59屆 第60屆 第61屆 第62屆                                              | 自第7國會選區重劃而成並於 1902年當選連任。 1904年當選連任。 1906年當選連任。 1908年當選連任。 1910年當選連任。 競選連任失利。                                                        | 1903–1913 弗雷斯諾縣、金斯縣、馬德拉縣、默塞德縣、 蒙特利縣、聖貝尼託縣、聖華金縣、 聖克魯斯縣和史丹尼斯勞斯縣                                                                |
| 約瑟夫·R·諾蘭 (阿拉米達)          | 共和黨 | 1913年3月4日 – 1915年3月3日    | 第63屆                                                                          | 自第3國會選區重劃而成並於 1912年當選連任。 退休並兢選聯邦參議員。 | 1903–1943 阿拉米達 |
| 約翰·A·埃爾斯頓 (柏克萊)          | 進步黨 | 1915年3月4日 – 1917年3月3日    | 第64屆 第65屆 第66屆 第67屆                                                     | 1914年當選。 1916年當選連任。 1917年當選連任。 1920年當選連任。 去世。 | 1903–1943 阿拉米達 |
| 約翰·A·埃爾斯頓 (柏克萊)          | 共和黨 | 1917年3月4日 – 1921年12月15日  | 第64屆 第65屆 第66屆 第67屆                                                     | 1914年當選。 1916年當選連任。 1917年當選連任。 1920年當選連任。 去世。 | 1903–1943 阿拉米達 |
| 空缺                              | 空缺   | 1921年12月15日 – 1922年11月7日 | 第67屆                                                                          | | 1903–1943 阿拉米達 |
| 詹姆斯·H· 麥克拉弗蒂 (奧克蘭)     | 共和黨 | 1922年11月7日 – 1925年3月3日   | 第67屆 第68屆                                                                   | 當選接替諾蘭的任期。 1922年當選連任。 失去連任提名。 | 1903–1943 阿拉米達 |
| 阿爾伯特·衣·卡特 (奧克蘭)         | 共和黨 | 1925年3月4日 – 1945年1月3日    | 第69屆 第70屆 第71屆 第72屆 第73屆 第74屆 第75屆 第76屆 第77屆 第78屆           | 1924年當選。 1926年當選連任。 1928年當選連任。 1930年當選連任。 1932年當選連任。 1934年當選連任。 1936年當選連任。 1938年當選連任。 1940年當選連任。 1942年當選連任。 競選連任失利。 | 1903–1943 阿拉米達 |
| 阿爾伯特·衣·卡特 (奧克蘭)         | 共和黨 | 1925年3月4日 – 1945年1月3日    | 第69屆 第70屆 第71屆 第72屆 第73屆 第74屆 第75屆 第76屆 第77屆 第78屆           | 1924年當選。 1926年當選連任。 1928年當選連任。 1930年當選連任。 1932年當選連任。 1934年當選連任。 1936年當選連任。 1938年當選連任。 1940年當選連任。 1942年當選連任。 競選連任失利。 | 1943–1953 阿拉米達和康特拉科斯塔縣 |
| 喬治·P·米勒 (阿拉米達)            | 民主黨 | 1945年1月3日 – 1953年1月3日    | 第79屆 第80屆 第81屆 第82屆                                                     | 1944年當選。 1946年當選連任。 1948年當選連任。 1950年當選連任。 重劃至第8國會選區。                                                                                                  | |
| 羅伯特·康登 (沃爾納特克里克)      | 民主黨 | 1953年1月3日 – 1955年1月3日    | 第83屆                                                                          | 1950年當選連任。 競選連任失利。 | 1953–1963 索拉諾縣和康特拉科斯塔縣 |
| 小約翰·F·鮑德温 (馬丁內斯)        | 共和黨 | 1955年1月3日 – 1963年1月3日    | 第84屆 第85屆 第86屆 第87屆                                                     | 1954年當選。. 1956年當選連任。 1958年當選連任。 1960年當選連任。 重劃至第14國會選區。                                                                                                | 1953–1963 索拉諾縣和康特拉科斯塔縣 |
| 威廉·S·梅利亞德 (舊金山)          | 共和黨 | 1963年1月3日 – 1974年3月5日    | 第88屆 第89屆 第90屆 第91屆 第92屆 第93屆                                       | 自第4國會選區重劃而成並於 1962年當選連任。 1964年當選連任。 1966年當選連任。 1968年當選連任。 1970年當選連任。 1972年當選連任。 辭職成為美國駐美洲國家組織代表.                      | 1963–1969 舊金山 |
| 威廉·S·梅利亞德 (舊金山)          | 共和黨 | 1963年1月3日 – 1974年3月5日    | 第88屆 第89屆 第90屆 第91屆 第92屆 第93屆                                       | 自第4國會選區重劃而成並於 1962年當選連任。 1964年當選連任。 1966年當選連任。 1968年當選連任。 1970年當選連任。 1972年當選連任。 辭職成為美國駐美洲國家組織代表.                      | 1969–1973 馬林縣東部和舊金山西部 |
| 威廉·S·梅利亞德 (舊金山)          | 共和黨 | 1963年1月3日 – 1974年3月5日    | 第88屆 第89屆 第90屆 第91屆 第92屆 第93屆                                       | 自第4國會選區重劃而成並於 1962年當選連任。 1964年當選連任。 1966年當選連任。 1968年當選連任。 1970年當選連任。 1972年當選連任。 辭職成為美國駐美洲國家組織代表.                      | 1973–1983 馬林縣和舊金山西部 |
| 空缺                              | 空缺   | 1974年3月5日 – 1974年6月4日    | 第93屆                                                                          | | |
| 約翰·伯頓 (舊金山)                | 民主黨 | 1974年6月4日 – 1975年1月3日    | 第93屆                                                                          | 當選接替梅利亞爾的任期。 重劃至第5國會選區。 | |
| 菲利普·伯頓 (舊金山)              | 民主黨 | 1975年1月3日 – 1983年1月3日    | 第94屆 第95屆 第96屆 第97屆                                                     | 自第5國會選區重劃而成並於 1974年當選連任。 1976年當選連任。 1978年當選連任。 1980年當選連任。 重劃至第5國會選區。                                                                    | 1975–1983 舊金山大部分地區 |
| 芭芭拉·博克瑟 (格林布雷)          | 民主黨 | 1983年1月3日 – 1993年1月3日    | 第98屆 第99屆 第100屆 第101屆 第102屆                                           | 1982年當選。 1984年當選連任。 1986年當選連任。 1988年當選連任。 1990年當選連任。 退休並兢選聯邦參議員。                                                                              | 1983–1993 馬林縣、舊金山東部、聖馬刁縣 (戴利城)、 索拉諾縣遠西南和索諾瑪縣南部                                                                                                |
| 林恩·伍爾西 (佩塔盧馬)            | 民主黨 | 1993年1月3日 – 2013年1月3日    | 第103屆 第104屆 第105屆 第106屆 第107屆 第108屆 第109屆 第110屆 第111屆 第112屆 | 1992年當選。 1994年當選連任。 1996年當選連任。 1998年當選連任。 2000年當選連任。 2002年當選連任。 2004年當選連任。 2006年當選連任。 2008年當選連任。 2010年當選連任。 退休 L。       | 1993–2003 馬林縣和索諾瑪縣南部 |
| 林恩·伍爾西 (佩塔盧馬)            | 民主黨 | 1993年1月3日 – 2013年1月3日    | 第103屆 第104屆 第105屆 第106屆 第107屆 第108屆 第109屆 第110屆 第111屆 第112屆 | 1992年當選。 1994年當選連任。 1996年當選連任。 1998年當選連任。 2000年當選連任。 2002年當選連任。 2004年當選連任。 2006年當選連任。 2008年當選連任。 2010年當選連任。 退休 L。       | 2003–2013 馬林縣和索諾瑪縣南部 |
| 松井佳壽恵 (薩克拉門托)           | 民主黨 | 2013年1月3日 – 2023年1月3日    | 第113屆 第114屆 第115屆 第116屆 第117屆                                         | 第5國會選區重劃而成並於 2012年當選連任。 2014年當選連任。 2016年當選連任。 2018年當選連任。 2020年當選連任。 重劃至第7國會選區。                                                     | 2013–2023 薩克拉門託和約洛縣部門地區包括薩克拉門托市 |
| 阿米·貝拉 (埃爾克格羅夫)          | 民主黨 | 2023年1月3日 – 現在            | 第118屆 第119屆                                                                 | 第7國會選區重劃而成並於 2022年當選連任。 2024年當選連任。 | 2023–現在: 薩克拉門託縣南部； 約洛縣和索拉諾縣一小部分地區； 薩克拉門托、美國河南部全境包括 薩克拉門托市中心、西薩克拉門托、 埃爾克格羅夫和加爾特                             |

## 選舉結果

### 2022
| 党派 | 党派               | 候选人           | 得票数  | 百分比 |
| ---- | ------------------ | ---------------- | ------- | ------ |
|      | 民主党             | 阿米·貝拉 (時任) | 121,058 | 55.9   |
|      | 共和党             | 塔米卡·漢密爾頓  | 95,325  | 44.1   |
| 合计 | 合计               | 合计             | 216,383 | 100.0  |
|      | 民主党保持既有席位 |                  |         |        |

### 2024
| 党派 | 党派               | 候选人           | 得票数  | 百分比 |
| ---- | ------------------ | ---------------- | ------- | ------ |
|      | 民主党             | 阿米·貝拉 (時任) | 165,408 | 57.6   |
|      | 共和党             | 克里斯·汀·比什   | 121,664 | 42.4   |
| 合计 | 合计               | 合计             | 287,072 | 100    |
|      | 民主党保持既有席位 |                  |         |        |